# 鑽石鑑定
鑽石鉴定是由認證寶石學家在獨立實驗室中，對鑽石的特徵及成份進行寶石分析報告。由于合成钻石和仿钻的出现，钻石鉴定方法一直处于挑战与进步中。
鉴定內容如適用包括顏色、淨度、切工、克拉、形狀、量度、桌面和深度百分比、等級、拋光度、對稱性、螢光性、粒化、切割等級、光彩表現預測。

## 鉴定标准
天然钻石的鉴别、分级相关研究已经相对成熟，在中国，天然钻石以《珠宝玉石名称》（GB/T16552-2017）、《珠宝玉石鉴定》（GB/T16553-2017）、《钻石分级》（GB/T16554-2017）为基准。
而由于和天然钻石的物理、化学性质基本相同，合成钻石的鉴定问题成为钻石鉴定市场中长期存在的一个问题。中国是世界最大的合成钻石生产国。2017年，山东省计量科学研究院国家黄金钻石制品质量监督检验中心联合一些企业制定了首个合成钻石鉴定、分级标准《合成钻石的鉴定与分级》（DB37/T 2948－2017）。2019年12月12日，国检中心深圳珠宝检验实验室制定的《合成钻石鉴定与分级》（Q/NGTC-J-SZ-0001—2019）正式实施。此外类似的标准还有中国质量检验协会发布的《合成钻石检测方法》（T/CAQI77—2019）。深圳市分析测试协会发布了的《培育钻石的鉴定与分级》（T/SATA 015—2019）等。但早期发布的标准如《合成钻石的鉴定与分级》存在一些信息滞后的问题。
其中，《合成钻石的鉴定与分级》和《培育钻石的鉴定与分级》的分级办法和天然钻石是完全一致的，而《合成钻石鉴定与分级》则认为合成钻石应当从颜色与净度两个方面分级：
- 颜色分级：无色至近无色合成钻石颜色分为优白（D*-E*）、白（F*-G*）、微黄（褐、灰）白（H*-J*）、浅黄（褐、灰）白。彩色合成钻石为淡黄（粉、蓝等）、黄（粉、蓝等）。
- 净度分：极纯净（VVS）、纯净（VS）、较纯净（SI）、一般（P）。

## 鉴定仪器
常用的钻石鉴定仪器包括：紫外-可见分光光度计、傅立叶变换红外光谱仪、激光拉曼光谱仪、光致发光光谱仪、钻石观察仪等。

## 鉴定機構
鑽石認證書是鑽石的質量憑證，現今有多家權威鑽石檢測認證機構出具鑽石鑒定證書。
- 國際寶石學院（英语：International Gemological Institute）（International Gemmological Institute，IGI），於1975年在世界鑽石中心比利時安特衛普成立，擁有世界上最大的獨立寶石學鑒定實驗室和寶石學研究教育機構。

- 美國寶石學院（Gemological Institute Of America，GIA），由羅伯特·希普利（Robert Shipley）於1931年成立，創立4C分級標準，是把鑽石鑑定證書推廣成為國際化的創始者，被認為最具權威的鑽石鑑定認證機構。

- 歐洲寶石學院（European Gemological Laboratory，EGL），成立於1974年，在以色列、美國、比利時、南非、法國、英國、韓國、印度及香港等地設有辦事處。

- 鑽石高階層會議（Hoge Raad voor Diamant，HRD），1973年在比利時安特衛普成立，與國際鑽石委員會共同起草「國際鑽石分級標準」（IDC標準）。

- 美國寶石協會（American Gem Society ，AGS），成立於1934年，其認證標準略高於GIA，歐美寶石業內所謂的完美切工是指AGS的0級標準，而GIA認證的「Excellent」卻未必達到這個標準。

- 國家珠寶玉石質量監督檢驗中心（National Gemstone Testing Center，NGTC），於1993年由中國國家有關主管部門依法授權成立，採取2010年修訂的國家標準。

## 另見
- 寶石學
- 鑽石產業